# Commissione Marín
La Commissione Marín è stata la Commissione europea in carica ad interim dal 16 marzo 1999 al 12 settembre dello stesso anno, in seguito alle dimissioni collettive della Commissione Santer, giunte prima della scadenza naturale del mandato a causa di accuse di corruzione che erano state rivolte al Commissario Édith Cresson.
La Commissione fu retta da Manuel Marín, vicepresidente della Commissione Santer, che lasciò invariata la sua composizione rispetto all'esecutivo precedente.

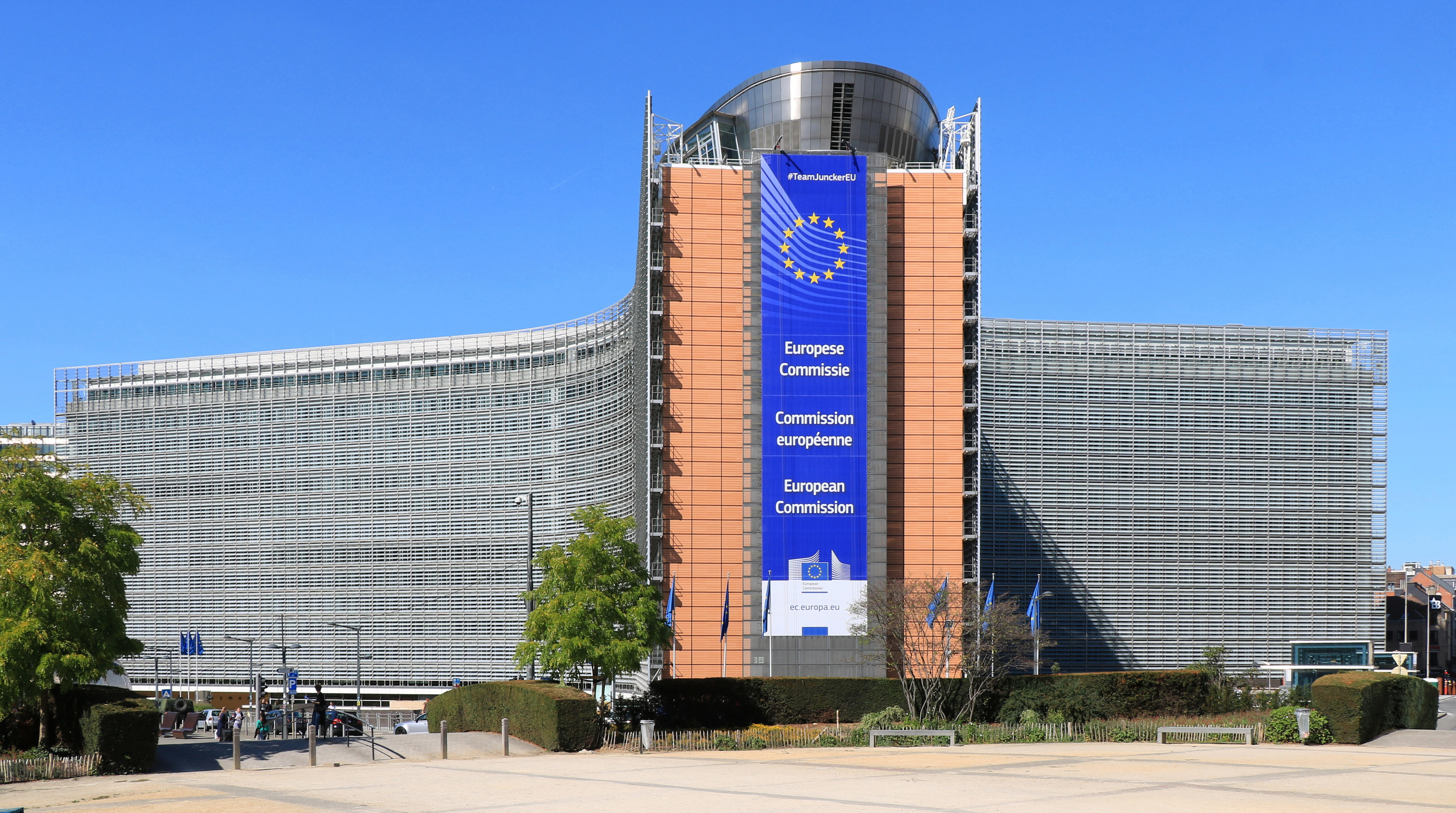
Palazzo Berlaymont, sede della Commissione europea

## Presidente
- Manuel Marín ( Spagna) — Partito del Socialismo Europeo

## Composizione politica
- Sinistra / Socialisti: 9 membri
- Popolari / Conservatori: 6 membri
- Liberali / Radicali: 2 membri
- Indipendenti: 2 membri

## Componenti della Commissione
| Commissario | Commissario             | Immagine                                                                                                 | Incarico e competenze | Stato       | Partito politico europeo | Partito politico nazionale                         |
| ----------- | ----------------------- | --- | --- | ----------- | ------------------------ | -------------------------------------------------- |
|             | Manuel Marín            | | Presidente ad interim della Commissione europea Commissario europeo per le relazioni con i Paesi del Mediterraneo, del Medio Oriente, dell'America Latina e dell'Asia                     | Spagna      | PSE                      | Partito Socialista Operaio Spagnolo                |
|             | Leon Brittan            | | Vicepresidente della Commissione europea Commissario europeo per il commercio e le relazioni con l'America settentrionale, l'Australia, la Nuova Zelanda, il Giappone, la Cina e la Corea | Regno Unito | PPE-DE                   | Partito Conservatore                               |
|             | Mario Monti             | | Commissario europeo per il mercato interno, i servizi, le dogane e le questioni fiscali                                                                                                   | Italia      | Indipendente             | Indipendente                                       |
|             | Franz Fischler          | | Commissario europeo per l'agricoltura e lo sviluppo rurale | Austria     | PPE                      | Partito Popolare Austriaco                         |
|             | Karel van Miert         | | Commissario europeo per la concorrenza | Belgio      | PSE                      | Partito Socialista Belga                           |
|             | Yves-Thibault de Silguy | | Commissario europeo per gli affari economici, finanziari e monetari | Francia     | Indipendente             | Indipendente                                       |
|             | Pádraig Flynn           | | Commissario europeo per l'occupazione e gli affari sociali | Irlanda     | UPE                      | Fianna Fáil                                        |
|             | Emma Bonino             | | Commissaria europea per la politica dei consumatori, la pesca e l'aiuto umanitario di urgenza                                                                                             | Italia      | ARE                      | Lista Pannella                                     |
|             | Ritt Bjerregaard        | | Commissaria europea per l'ambiente e la sicurezza nucleare | Danimarca   | PSE                      | Socialdemocratrici                                 |
|             | Martin Bangemann        | | Commissario europeo per l'industria e la tecnologia dell'Informazione e delle telecomunicazioni                                                                                           | Germania    | ELDR                     | Partito Liberale Democratico di Germania           |
|             | Neil Kinnock            | | Commissario europeo per i trasporti | Regno Unito | PSE                      | Partito Laburista                                  |
|             | Christos Papoutsis      | Christos Papoutsis.jpg                                                                                   | Commissario europeo per l'energia, le piccole e medie imprese e il turismo | Grecia      | PSE                      | Movimento Socialista Panellenico                   |
|             | Anita Gradin            | | Commissaria europea per l'immigrazione, gli affari interni e giudiziari, il controllo finanziario e la lotta antifrode                                                                    | Svezia      | PSE                      | Partito Socialdemocratico dei Lavoratori di Svezia |
|             | Erkki Liikanen          | | Commissario europeo per il bilancio, il personale e l'amministrazione | Finlandia   | PSE                      | Partito Socialdemocratico Finlandese               |
|             | Monika Wulf-Mathies     | Monika Wulf-Mathies.jpg                                                                                  | Commissaria europea per la politica regionale | Germania    | PSE                      | Partito Socialdemocratico di Germania              |
|             | Édith Cresson           | | Commissaria europea per gli affari scientifici, la ricerca e lo sviluppo | Francia     | PSE                      | Partito Socialista                                 |
|             | Hans van den Broek      | Minister Van den Broek terug uit Zuid Afrika op Schiphol met echtgenote, kop, Bestanddeelnr 933-4120.jpg | Commissaria europeo per la politica estera e di sicurezza comune e le relazioni con i Paesi dell'Europa Centrale e dell'Est                                                               | Paesi Bassi | PPE                      | Appello Cristiano Democratico                      |
|             | João de Deus Pinheiro   | | Commissario europeo per le relazioni con i Paesi dell'Africa, dei Caraibi e del Pacifico                                                                                                  | Portogallo  | PPE                      | Partito Social Democratico                         |
|             | Marcelino Oreja         | | Commissario europeo per le relazioni con il Parlamento e con gli Stati membri, cultura e audiovisivo                                                                                      | Spagna      | PPE                      | Partito Popolare                                   |